# ATP Challenger Zabrze
Das ATP Challenger Zabrze (offiziell: Compaq Cup) war ein Tennisturnier, das von 2001 einmalig in Zabrze, Polen, stattfand. Es gehörte zur ATP Challenger Tour und wurde im Freien auf Sand gespielt.

## Liste der Sieger

### Einzel
| Jahr | Sieger      | Finalgegner      | Ergebnis |
| ---- | ----------- | ---------------- | -------- |
| 2001 | Ota Fukárek | Michael Kohlmann | 6:3, 6:4 |

### Doppel
| Jahr | Sieger                         | Finalgegner             | Ergebnis  |
| ---- | ------------------------------ | ----------------------- | --------- |
| 2001 | Julian Knowle Michael Kohlmann | Karol Beck Igor Zelenay | 6:1, 7:65 |